# Скиннарланн, Эйнар
Э́йнар Ски́ннарланн (норв. Einar Skinnarland; 27 апреля 1918, Винье, Норвегия — 5 декабря 2002, Торонто, Канада) — норвежский участник Сопротивления в годы Второй мировой войны .

## Биография
Уроженец Винье, губернии Телемарк. Окончил Телемаркское инженерное училище в Порсгрунне. Работал на гидроэлектростанции Norsk Hydro в Веморке, после начала войны сбежал в Великобританию. В 1942 году он добрался до Абердина на угнанном каботажном пароходе «Гальтесунн» и вскоре был зачислен в норвежскую группу бойцов Сопротивления — 1-я отдельная норвежская рота при Управлении специальных операций Великобритании. Работал радистом во время атаки на Веморк.
Эйнар Скиннарланн был первым агентом, засланным в Рьюкан, его сбросили в район Хардангервидда 28 марта 1942 года. Почти всю свою послевоенную жизнь он провёл около завода. Его брат и несколько друзей работали на той же фабрике. В 1965 году он уехал в Канаду, где помогал строить дамбы. Отмечен высокими наградами за свои военные подвиги.

## Награды
- Военный крест с мечом
- Медаль «За доблестное поведение»
- Медаль Свободы
- Французский Военный крест